# New Oxford Book of English Verse 1250-1950
Het New Oxford Book of English Verse 1250-1950 is een Engelse poëziebloemlezing, bewerkt door Helen Gardner, en in 1972 gepubliceerd in New York en Londen door Oxford University Press ter vervanging van het Oxford Book of English Verse van Arthur Quiller-Couch. Deze anthologie was beperkt tot Britse en Ierse dichters, met uitzondering van de in de Verenigde Staten geboren Ezra Pound.

## Opgenomen dichters
William Allingham - Matthew Arnold - W.H. Auden - William Barnes - Richard Barnfield - John Beaumont - Thomas Lovell Beddoes - Aphra Behn - Hilaire Belloc - John Betjeman - Laurence Binyon - William Blake - Edmund Blunden - Mark Alexander Boyd - Nicholas Breton - Robert Bridges - Emily Brontë - Rupert Brooke - William Browne of Tavistock - Elizabeth Barrett Browning - Robert Browning - John Bunyan - Robert Burns - Samuel Butler - John Byrom - Lord Byron - Thomas Campbell - Thomas Campion - Thomas Carew - Lewis Carroll - George Chapman - Thomas Chatterton - Geoffrey Chaucer - G.K. Chesterton - Henry Chettle - John Clare - John Cleveland - Arthur Hugh Clough - Samuel Taylor Coleridge - William Collins - William Congreve - Richard Corbet - William Cornish - William Cory - Abraham Cowley - George Crabbe - Richard Crashaw - Samuel Daniel - George Darley - William Davenant - John Davidson - John Davies - W.H. Davies - Cecil Day-Lewis - Walter de la Mare - Richard Watson Dixon - John Donne - Keith Douglas - Ernest Dowson - Michael Drayton - William Drummond of Hawthornden - John Dryden - William Dunbar - Edward Dyer - T.S. Eliot - William Empson - Richard Fanshawe - Edward FitzGerald - James Elroy Flecker - Giles Fletcher - Phineas Fletcher - John Ford - Roy Fuller - George Gascoigne - John Gay - Sidney Godolphin - Oliver Goldsmith - James Graham - Robert Graves - Thomas Gray - Robert Greene - Fulke Greville - William Habington - Thomas Hardy - William Ernest Henley - George Herbert - Edward Herbert of Cherbury - Robert Herrick - Ralph Hodgson - Thomas Hood - Gerard Manley Hopkins - A.E. Housman - Henry Howard, Earl of Surrey - James Leigh Hunt - Lionel Johnson - Samuel Johnson - Ben Jonson - Thomas Jordan - James Joyce - John Keats - Henry King - Rudyard Kipling - Francis Kynaston - Charles Lamb - Walter Savage Landor - William Langland - D.H. Lawrence - Edward Lear - Alun Lewis - Thomas Lodge - Richard Lovelace - John Lyly - Thomas Babington Macaulay - Louis MacNeice - Christopher Marlowe - Andrew Marvell - John Masefield - George Meredith - Alice Meynell - John Milton - Thomas Moore - Thomas Osbert Mordaunt - William Morris - Edwin Muir - Anthony Munday - Thomas Nashe - Karel van Orléans - Wilfred Owen - Coventry Patmore - Thomas Love Peacock - George Peele - Alexander Pope - Ezra Pound - Winthrop Mackworth Praed - Matthew Prior - Francis Quarles - Kathleen Raine - Walter Raleigh - Thomas Randolph - Henry Reed - Anne Ridler - Samuel Rogers - Isaac Rosenberg - Christina Rossetti - Dante Gabriel Rossetti - Charles Sackville - Thomas Sackville - Siegfried Sassoon - John Scott of Amwell - Walter Scott - Charles Sedley - William Shakespeare - Percy Bysshe Shelley - William Shenstone - James Shirley - Philip Sidney - Edith Sitwell - John Skelton - Christopher Smart - Stevie Smith - Robert Southwell - Stephen Spender - Thomas Stanley - Robert Louis Stevenson - William Strode - John Suckling - Jonathan Swift - Algernon Charles Swinburne - Alfred Tennyson - Chidiock Tichborne - Dylan Thomas - Francis Thompson - James Thomson (1700-1748) - James Thomson (1834-1882) - Aurelian Townsend - Thomas Traherne - Walter James Turner - Henry Vaughan - Edmund Waller - Isaac Watts - John Webster - Charles Wesley - Robert Wever - Oscar Wilde - John Wilmot - George Wither - Charles Wolfe - William Wordsworth - Henry Wotton - Thomas Wyatt - W.B. Yeats